# Juan Alejandro García
García  Rivera est un nom espagnol. Le premier nom de famille, en général paternel, est García ; le second, en général maternel, souvent omis, est Rivera.
Juan Alejandro García Rivera, né le 20 juin 1983 à Villamaría (département de Caldas), est un coureur cycliste colombien.

## Palmarès sur route
- 2009
  - Prologue (contre-la-montre par équipes) et 1re étape du Tour de Colombie
- 2011
  - 3e étape du Tour de Colombie
- 2012
  - 1re et 3e (contre-la-montre par équipes) étapes du Tour de Bolivie

## Classements mondiaux
| Année            | 2007 | 2008 | 2009 | 2010 | 2011 | 2012 | 2013 | 2014 | 2015 |
| ---------------- | ---- | ---- | ---- | ---- | ---- | ---- | ---- | ---- | ---- |
| UCI America Tour | 376e |      | 154e |      |      |      | 81e  | 443e | 489e |